# Гвін Баттен
Гвін Баттен  (англ. Guin Batten, 27 вересня 1967) — британська веслувальниця, олімпійська медалістка.

## Виступи на Олімпіадах
| Олімпіада    | Дисципліна     | Місце |
| ------------ | -------------- | ----- |
| Атланта 1996 | одиночка       | 5     |
| Сідней 2000  | четвірка парна | 2     |

## Зовнішні посилання
- Досьє на sport.references.com [Архівовано 24 жовтня 2012 у Wayback Machine.]

1. ↑  Guin Batten